# Facultad de Música
La Facultad de Música  (FaM) (antes, Escuela Nacional de Música) pertenece a la Universidad Nacional Autónoma de México y fue creada en 1929. El 5 de diciembre de 2014 el Consejo Universitario aprobó el cambio de Escuela Nacional de Música a Facultad de Música. Tiene su sede en el número 126 de la calle Xicoténcatl (entre Corina y División del Norte), en la colonia Del Carmen, en la alcaldía Coyoacán, 04100, en la Ciudad de México.

## Instalaciones
La Facultad de Música se encuentra desde 1979 en las instalaciones ubicadas en la calle de Xicoténcatl n.º 126, colonia Del Carmen en Coyoacán, México. Ocupa un área total de 13,732 m², de los cuales 9,309.69 m² corresponden a superficie construida para las labores académicas, administrativas, de servicios y de apoyo al personal.
El edificio principal está integrado por 60 cubículos para clase individual, 22 aulas para impartir asignaturas en forma grupal, cuatro salas de concierto (la Sala Xochipilli, cuyo escenario puede albergar una orquesta sinfónica, la Sala Huehuecóyotl, para música de cámara, el Aula 10 y la Sala de Audiovisuales), un salón especializado en órgano tubular (mismo que alberga varios órganos con diferentes registros), tres salones interconectados, especializados en música barroca (que albergan varios clavecines), un Laboratorio de Informática Musical y Música Electrónica (LIMME) compuesto por cuatro cubículos especializados en análisis, investigación y producción musicales, dos estudios de grabación con cabinas de control equipadas y espacios administrativos, una sala para profesores que incluye el área de cómputo, y una sala para alumnos, que incluye área de cómputo y de entrenamiento auditivo, y una tienda especializada en partituras para todos los niveles, así como accesorios para diversos instrumentos (cuerdas, resinas, afinadores, metrónomos, etc.)
El edificio oriente está integrado por 26 cubículos para clase individual (para metales e instrumentos de percusión), una Sala de Ensayos (con capacidad para albergar una orquesta sinfónica, pero sin butacas para público) y dos aulas para impartir asignaturas en forma grupal.
La Biblioteca Cuicamatini, depositaria de una de las colecciones de información musical más importantes en el país, que por su especialidad es única en la UNAM. Está integrada por acervos en distintos formatos, tanto impresos (libros, partituras, tesis y revistas); como audiovisuales (discos compactos, discos de acetato, casetes de audio y video). Contiene los acervos musicales de la FaM integrados por las colecciones del Fondo Reservado y fonoteca, un área para digitalización de materiales, una sala de lectura, una sala para audiovisuales y un área de exhibición de instrumentos musicales.

## Misión
La Facultad de Música es la entidad académica dedicada a la enseñanza, el desarrollo y el perfeccionamiento de las habilidades musicales de sus alumnos. Sus egresados podrán desarrollarse en los campos de la composición, la interpretación, la investigación, la docencia, la extensión, la promoción y la difusión de la música, con el fin de contribuir, junto con los demás miembros de la comunidad universitaria, al desarrollo artístico, científico, tecnológico y, en suma, cultural de México y de la humanidad, con un sentido ético, orientado por un profundo compromiso social y por encima de cualquier otro interés.

## Descripción

### Principios Rectores
La Facultad de Música es responsable de formar profesionales en música en: la investigación etnomusicológica y musicológica; en la educación musical en los ámbitos de la enseñanza, promoción y extensión de la música; y en la música de concierto en los campos de la composición, la interpretación, la docencia y la difusión.
Por su carácter público, ofrece servicios educativos y culturales a toda persona que cumpla con los requisitos establecidos por la UNAM y por ella misma. Sus alumnos aseguran su permanencia en la institución mientras manifiesten aprovechamiento académico y compromiso con sus estudios.
Por ser una institución académica nacional, abre sus puertas a todos los estudiantes del país y del extranjero, con sus actividades e investigaciones intenta prioritariamente responder a las necesidades musicales de México.
Por formar parte de una universidad autónoma, goza de plena libertad para organizarse, enseñar, investigar y difundir la cultura en el ámbito musical.

## Niveles de escolaridad
Actualmente, en la Facultad de Música se imparten distintos niveles de enseñanza musical: el Ciclo de Iniciación Musical (CIM), Cursos de Extensión, El Ciclo Propedéutico, Licenciatura, así como Posgrado, el cual comprende Maestría y Doctorado.

### Ciclo de Iniciación Musical (CIM)
El Centro de Iniciación Musical (CIM) de la Facultad de Música (FaM) tiene entre sus facultades
encauzar las aptitudes artísticas tanto de niños como de jóvenes, enfocándose así a su formación
musical. Dado el carácter de Centro de Extensión Universitaria, dependiente de la FaM, institución
de Educación Superior, las actividades del CIM se rigen por la Normatividad Universitaria,
desarrollando funciones de Docencia y Extensión de la cultura. Asimismo, la Coordinación del CIM
desempeña funciones de Apoyo a la Academia y de carácter administrativo

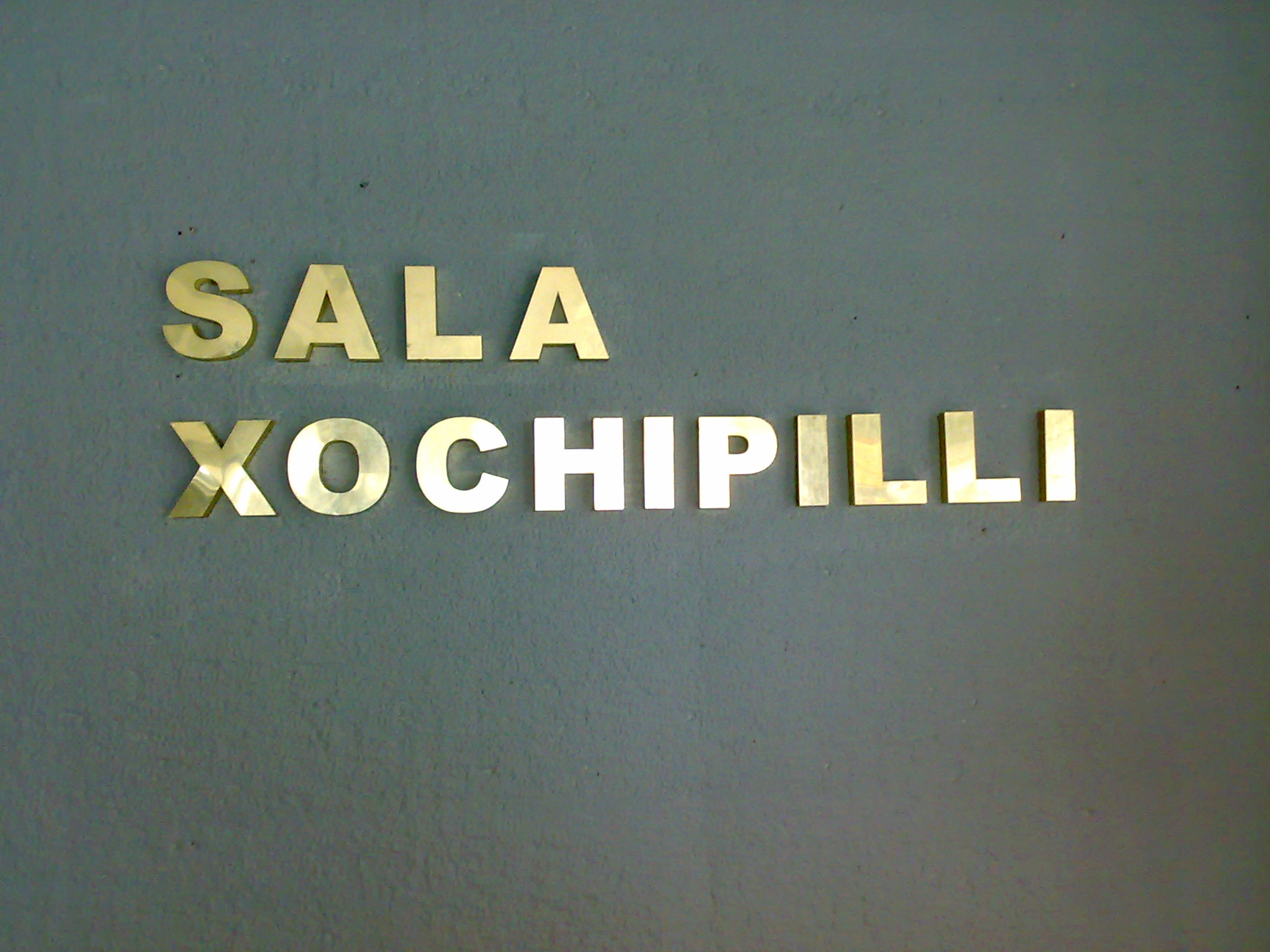

## Cursos de extensión
El Programa de Educación Continua de la facultad, en la modalidad de cursos de extensión, ofrece asignaturas de carácter introductorio, las cuales no requieren de conocimientos previos sobre el tema a desarrollar. El programa tiene como finalidad iniciar al participante en el estudio formal de la música mediante clases grupales teóricas y teórico-prácticas, donde desarrollará las habilidades y destrezas relacionadas con esta disciplina.

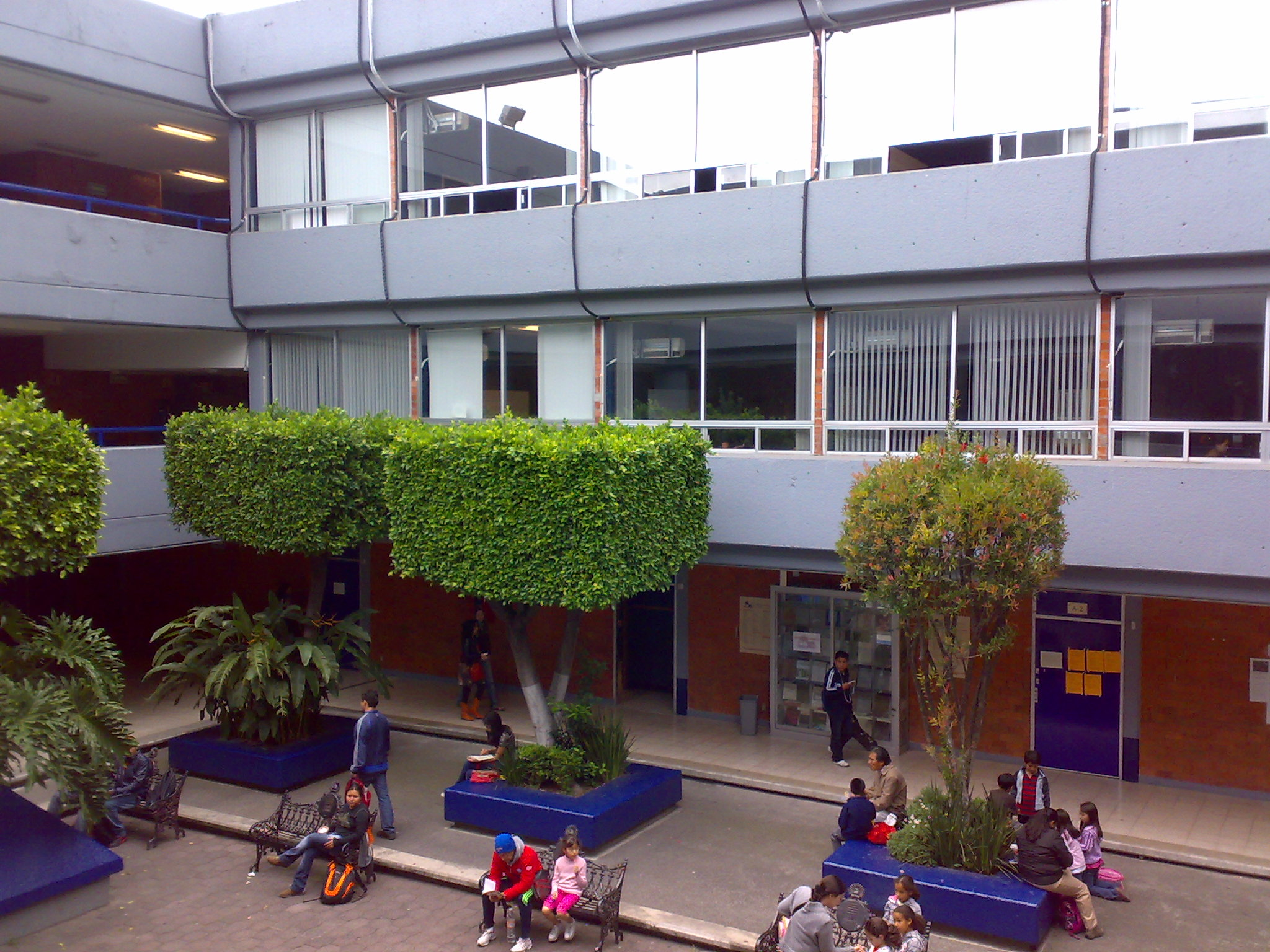

## Ciclo propedéutico
El ciclo propedéutico (requisito de ingreso para el nivel superior), con una duración de tres años, tiene el propósito de desarrollar las capacidades y habilidades musicales en los alumnos, de acuerdo con los perfiles de ingreso establecidos en los planes y programas de estudio de las Licenciaturas.
El Ciclo Propedéutico en Música se estudia en sistema escolarizado con duración de seis semestres y está organizado en seis áreas diferentes: Canto, Composición, Piano, Etnomusicología, Instrumentista y Educación Musical, mismas que corresponden a las seis licenciaturas que la facultad ofrece.
Para su ingreso se realizan 2 exámenes:
1.-AMG (Aptitudes Musicales Generales)
2.-ÁE (Área Específica)

## Técnico instrumentista
Este nivel se estudia después de haber cursado y aprobado el curso propedéutico del área de instrumentista y se requiere nuevamente hacer el examen de admisión a la Facultad de Música. El plan de estudios está organizado en 2 semestres, con un total de 16 asignaturas de las cuales 14 son obligatorias y 2 son optativas, éstas pueden cursarse una en cada semestre.[cita requerida]

## Licenciatura
La Licenciatura en Música tiene una duración de 4 años y tiene dos prerrequisitos: haber cursado y aprobado el nivel propedéutico y, al finalizar este, aprobar el examen de admisión (“cambio de nivel”).
Las Licenciaturas que se imparten son:
- Licenciado en Música-Canto
- Licenciado en Música-Composición
- Licenciado en Educación Musical
- Licenciado en Etnomusicología
- Licenciado en Música-Instrumentista

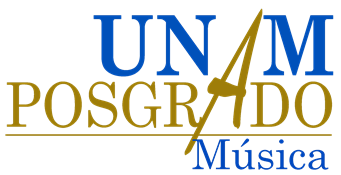

- Licenciado en Música-Piano

## Posgrado
Maestría y Doctorado en Música en las áreas de:
- Cognición Musical
- Composición Musical
- Etnomusicología
- Educación Musical
- Musicología
- Tecnología Musical
- Interpretación Musical